# Xiangtu Xiang
Xiangtu Xiang (kinesiska: 象图, 象图乡) är en socken i Kina. Den ligger i provinsen Yunnan, i den sydvästra delen av landet, omkring 340 kilometer nordväst om provinshuvudstaden Kunming. Antalet invånare är 5 140. Befolkningen består av 2 483 kvinnor och 2 657 män. Barn under 15 år utgör 24,0 %, vuxna 15-64 år 68 %, och äldre över 65 år 7,0 %.
Genomsnittlig årsnederbörd är 992 millimeter. Den regnigaste månaden är juli, med i genomsnitt 302 mm nederbörd, och den torraste är november, med 7 mm nederbörd.